# Механічна рівновага
Рівнова́га — стан фізичної системи, в якому її характеристики не змінюються з часом.
Основні поняття
Розрізняють статичну й динамічну рівновагу. У статичній рівновазі, характерній для макроскопічних механічних систем, рух тіл припиняється.
При динамічній рівновазі, фізичні тіла рухаються, але таким чином, що певні сумарні характеристики системи залишаються незмінними. Наприклад, при течії води в руслі річки висота води й швидкість течії можуть бути фіксованими, попри постійний притік і відтік.

## Види рівноваги за стійкістю
Залежно від поведінки фізичної системи при відхиленні від рівноважного стану розрізняють стійку, нестійку й байдужу рівновагу.
- При стійкій рівновазі відхилення викликає появу сил, які намагаються повернути систему до рівноважного стану.
- При нестійкій рівновазі відхилення викликає появу сил, які намагаються вивести систему з положення рівноваги.
- При байдужій рівновазі відхилення переводить систему в новий рівноважний стан, не викликаючи в ній нових сил.

При математичному описі рівноважні стани відповідають стаціонарним точкам кінетичних рівнянь.

## Рівновага тіл, які не обертаються
При поступальному русі тіла можна розглядати рух лиш однієї точки тіла — його центра мас. При цьому слід вважати, що в центрі мас зосереджена вся маса тіла й до нього прикладена рівнодійна всіх сил, які діють на тіло. За другим законом Ньютона прискорення цієї точки дорівнює нулю, якщо геометрична сума всіх прикладених до неї сил — рівнодійна цих сил — дорівнює нулю. Це і є умовою рівноваги тіла, яке не обертається.
Для того, щоб тіло, яке може рухатися поступально (без обертання), було в рівновазі, необхідно, щоб геометрична сума сил, прикладених до тіла, дорівнювала нулю.
Але якщо геометрична сума сил дорівнює нулю, то й сума проєкцій векторів цих сил на будь-яку вісь також дорівнює нулю.
Тому умову рівноваги тіла можна сформулювати й так:
Для того щоб тіло, яке не обертається, було в рівновазі, необхідно, щоб сума проєкцій прикладених до тіла сил на будь-яку вісь дорівнювала нулю.
Наприклад, у рівновазі перебуває тіло, до якого прикладено дві рівні між собою сили, що діють уздовж однієї прямої, але в протилежних напрямах.
Стан рівноваги — не обов'язково стан спокою. За другим законом Ньютона, якщо рівнодійна всіх сил, прикладених до
тіла, дорівнює нулю, воно може рухатися прямолінійно та рівномірно. При такому русі тіло також перебуває в рівновазі. Наприклад, парашутист, після того як він набув сталої швидкості, перебуває в стані рівноваги.
Якщо рівнодія сил, прикладених до тіла, не дорівнює нулю, то, щоб тіло перебувало в рівновазі, до нього слід прикласти додаткову силу, яка за модулем дорівнює рівнодійній силі, а за напрямом — протилежна їй.